# جوزيف ديسيمون
جوزيف ديسيمون (بالإنجليزية: Joseph DeSimone)‏ (و. 1964 – م) هو مهندس من الولايات المتحدة الأمريكية . وهو عضواً في الأكاديمية الوطنية للعلوم، والأكاديمية الأمريكية للفنون والعلوم، والأكاديمية الوطنية للهندسة .

## جوائز
حصل على جوائز منها:
- جائزة لملسون ومعهد ماساتشوستس للتكنولوجيا [الإنجليزية]‏.